# Brazíliai görögök
A brazíliai görögök (görögül: Ελληνοβραζαλιάνοι) azok a brazíliai lakosok, akik részben vagy teljesen görög származásúak. Körülbelül 50 000-en élnek, csak São Paulóban 20 ezren.

## Ismert brazíliai görögök
- Constantine Andreou - festő és szobrász
- Pávlosz Papaioánu - labdarúgó
- Silvio Santos - televíziós műsorvezető, vállalkozó
- Patrícia Abravanel - televíziós műsorvezető, Silvio Santos lánya
- Constantino Tsallis - fizikus
- Nicolas Vlavianos
- Cleo Rocos
- Lia Mittarakis
- Iriny Lopes
- Jorge Lacerda
- Pandia Calógeras
- Nicolas Gerasime Bozikis
- Vitor Belfort - MMA-harcos